# Frunsenskaja nabereschnaja

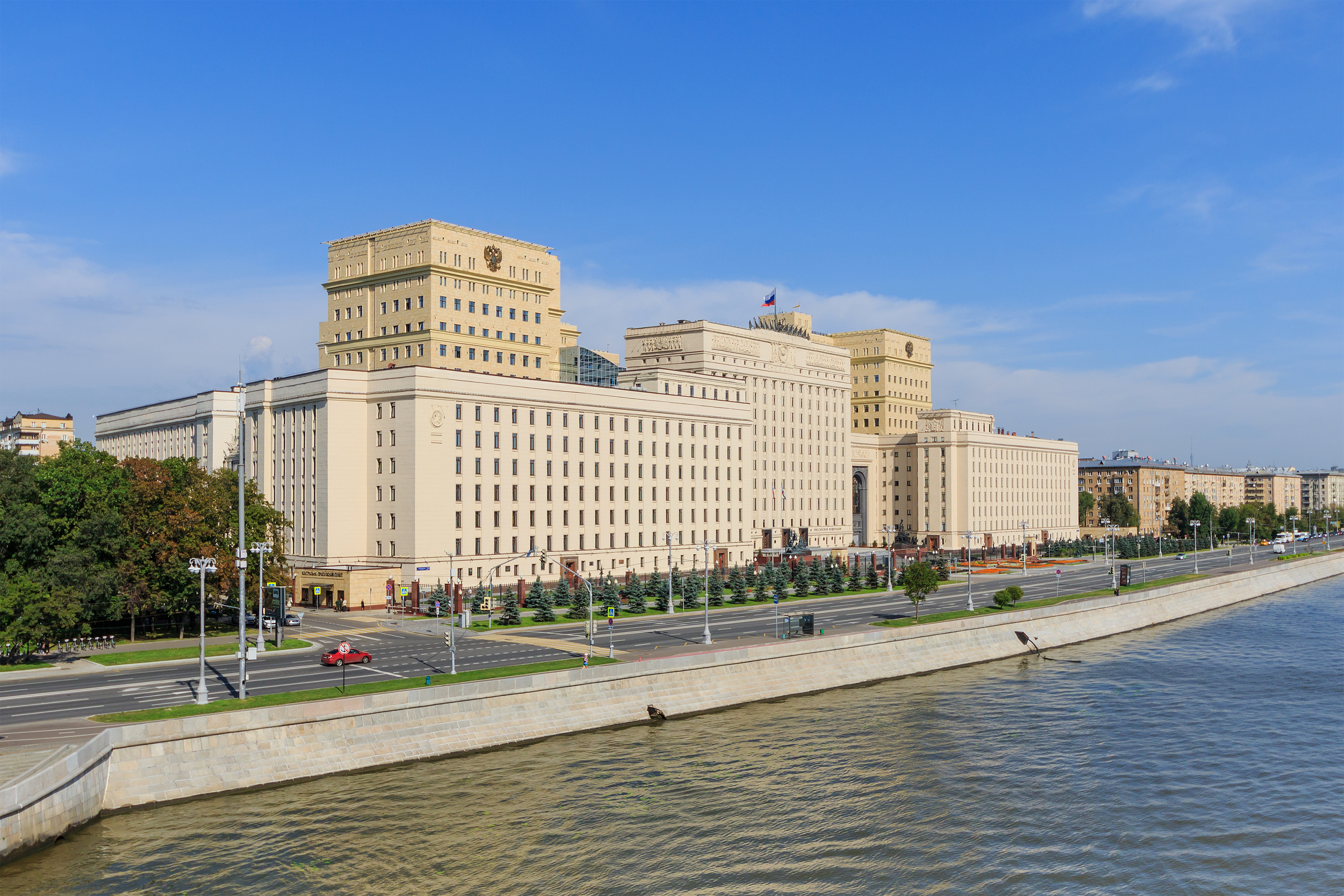
Frunsenskaja-Uferstraße. Das Verteidigungsministerium

Frunsenskaja nabereschnaja (russisch Фрунзенская набережная) in Moskau ist ein Abschnitt der Uferstraße entlang der Moskwa zwischen den Brücken Krymski und Nowoandrejewski. Sie liegt am linken Flussufer im Stadtteil Chamowniki im Zentralen Verwaltungsbezirk und ist etwa 2,5 Kilometer lang.

## Geschichte
Die Uferstraße entstand im Jahr 1872, als die erste Krymski-Eisenbrücke fertiggestellt wurde. Von 1897 bis 1936 trug dieser Abschnitt der Uferstraße den Namen Chamownitscheskaja nabereschnaja. Bis zur Mitte der 1930er Jahre wurde die Uferstraße mit meist einstöckigen Gebäuden bebaut. 1936 wurde sie in Frunsenskaja umbenannt, zur Erinnerung an Michail Wassiljewitsch Frunse. Von der zweiten Hälfte der 1930er Jahre an, als der stalinistische Umbau Moskaus begann, bis in die 1950er Jahre wurde die Straße mit monumentalen Gebäuden im Stil des Stalinistischen Klassizismus bebaut, verbreitert auf bis zu 50 Meter, und das Ufer des Flusses Moskwa wurde granitiert. 1999 wurde zwischen beiden Brücken die Puschkinski-Fußgängerbrücke eröffnet.

## Beschreibung
- Nr. 4 und Nr. 8 – zwei identische Wohngebäude, die nach dem Projekt des Architekten Konstantin Dschus-Danilenko von 1939 bis 1943 errichtet wurden. Der Endaufbau wurde von deutschen Kriegsgefangenen durchgeführt.[1] In dem Hof des Gebäudes Nr. 8 befindet sich der Trawnikow-Garten,[2] der von einem Bewohner der Nr. 8, dem Botaniker Pawel Iwanowitsch Trawnikow, 1957 erschaffen wurde. Der Garten mit einer Fläche von etwa 2000 m² verfügt über mehr als 100 Pflanzenarten; in den 1980er Jahren, als sich Trawnikow noch selbst darum gekümmert hatte, erreichte die Gesamtzahl von Pflanzenarten annähernd 300.
- Nr. 10 – Mietshaus, das zum Tschudow-Kloster gehörte, das von 1929 bis 1931[3] abgerissen wurde. Das Haus wurde von 1915 bis 1918 vom Architekten Iwan Maschkow erbaut.
- Nr. 20–22 – das Hauptgebäude  des Verteidigungsministeriums der Russischen Föderation. Es wurde von den Architekten Lew Rudnew und Wladimir Munz von 1938 bis 1951 errichtet und verfügte über drei Korps – ein zentrales Korps sowie zwei Flügel.[4] Im Jahr 2014 wurde hinter dem Gebäude ein neues errichtet.
- Nr. 24 – Wohngebäude mit einem Turm (1950–1953, Architekten waren Sergei Turgenew und Boris Mesenzew)
- Nr. 26, Nr. 32 und Nr. 34 – Wohngebäude, die von 1939 bis 1940 von Arkadi Mordwinow errichtet wurden.

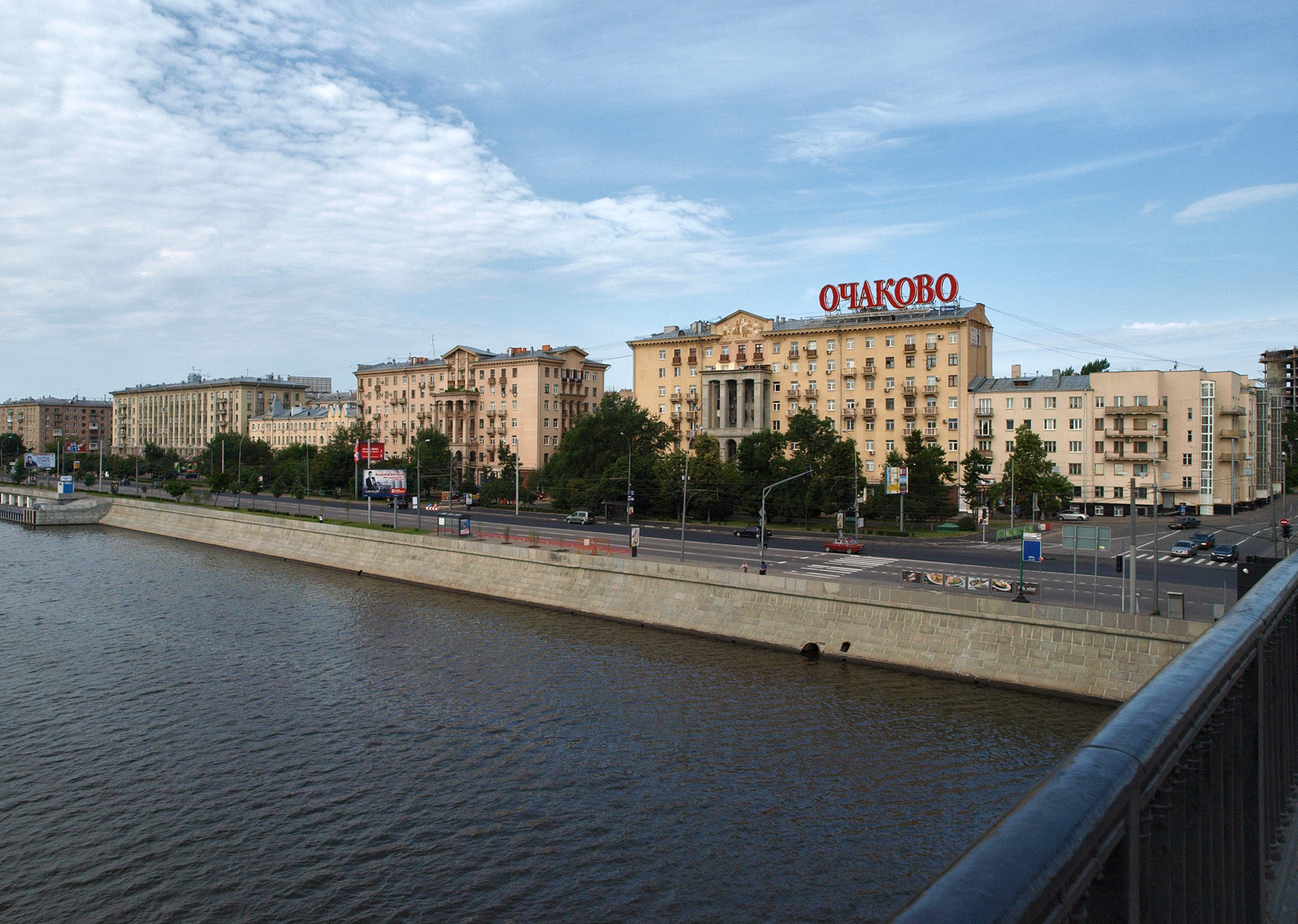
Frunsenskaja-Uferstraße. Hausnummer 14, 12, 10, 8, 4, 2.
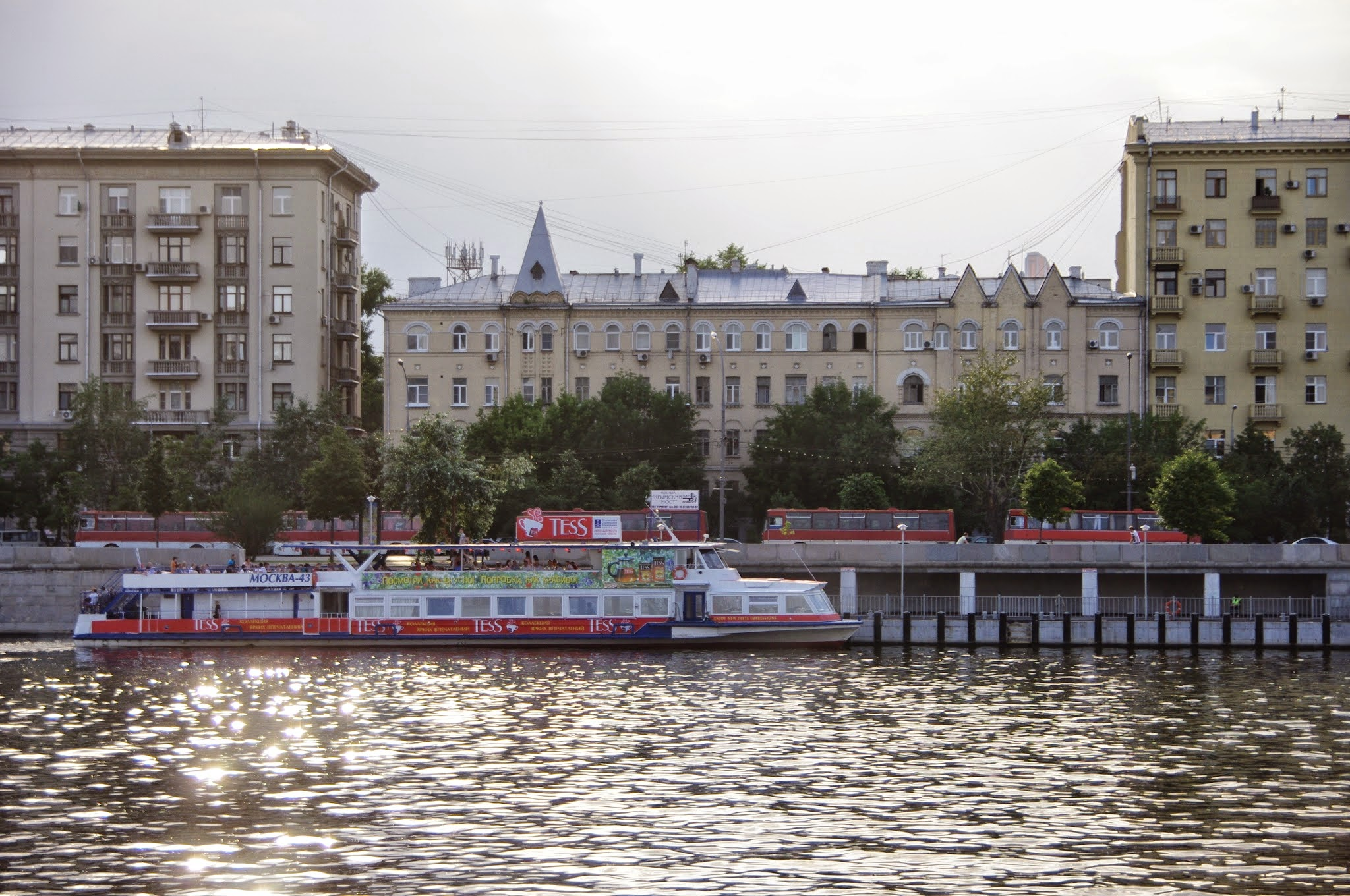
Nr. 10
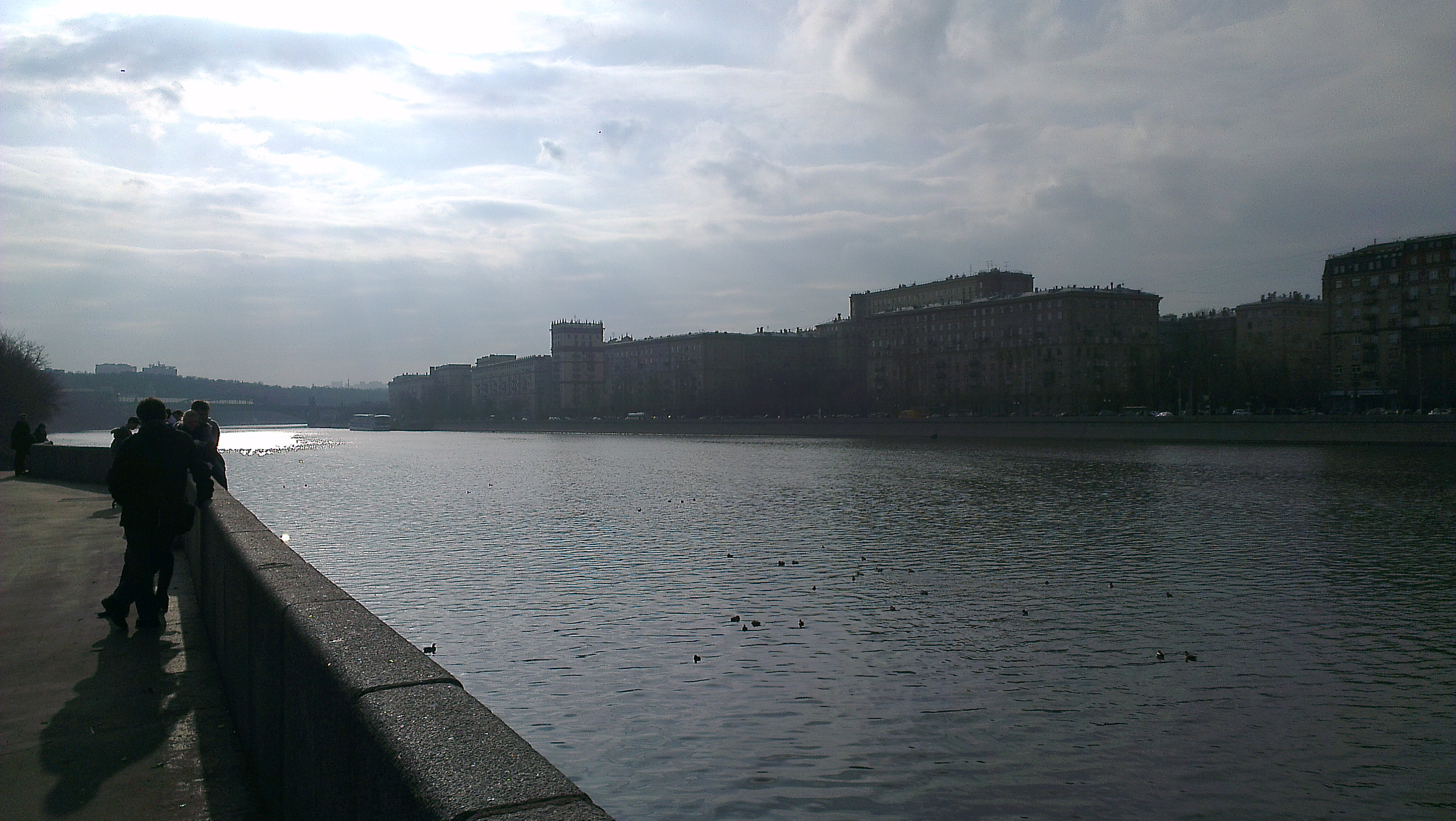
Die Frunsenskaja-Uferstraße. Sicht aus Puschkinsker-Uferstraße
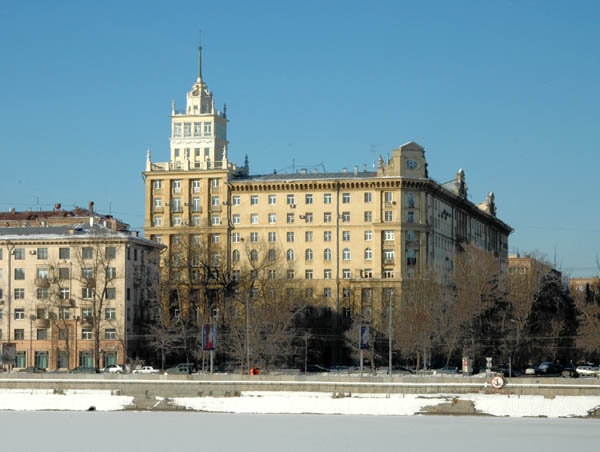
Nr. 24
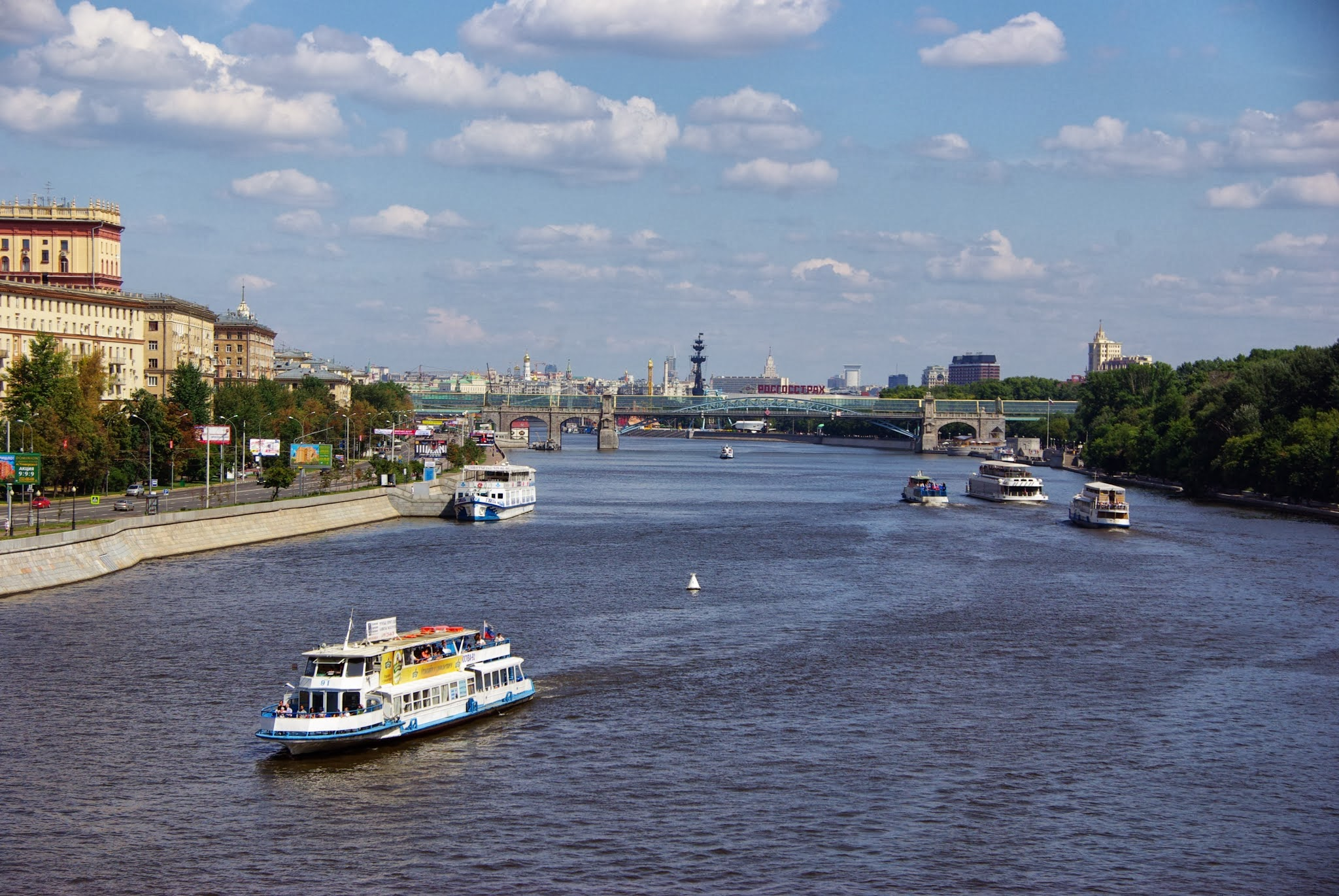
Die Puschkin-Brücke